# Phulia nannophyes
Phulia nannophyes is een vlindersoort uit de familie van de Pieridae (witjes), onderfamilie Pierinae.
Phulia nannophyes werd in 1913 beschreven door Dyar.